# 東京武蔵野病院
一般財団法人精神医学研究所附属 東京武蔵野病院（いっぱんざいだんほうじんせいしんいがくけんきゅうじょふぞく とうきょうむさしのびょういん）は、東京都板橋区小茂根にある医療機関。一般財団法人精神医学研究所附属の精神科病院である。病院機能評価では、「国内でも有数の歴史と伝統のある臨床に密着した学術研究機関としての精神科病院」との評価を受ける。

## 沿革
1928年に東京郊外の現在地に私立東京武蔵野病院として開設されたが、開設してすぐに医療事故と経営難で閉院し、1931年に再開したものの、経営は常に不安定であった。なお、1936年10月13日から11月12日まで太宰治がパビナール中毒の治療目的で入院したが、太宰の複数の作品に東京武蔵野病院と思われる描写が見られる。
1943年4月、慶應義塾大学教授川村麟也らによって精神医学研究所が設立され、病院はその附属病院として買収された。研究所は1947年3月25日に財団法人として設立される。2012年3月に一般財団法人へ移行した。
精神科病院としてはいち早く施設内の禁煙に取り組み、2007年1月9日に施設内を全面禁煙とし、翌2月から禁煙外来をスタートさせるなど、入院・外来を問わず複数の禁煙サポートを行っている。

## 診療科
- 精神科
- 内科
- 整形外科
- 脳神経外科
- 歯科・歯科口腔外科

## 医療機関の指定等
- 保険医療機関
- 救急告示医療機関
- 労災保険指定医療機関
- 指定自立支援医療機関（精神通院医療）
- 精神保健及び精神障害者福祉に関する法律（昭和25年法律第123号）に基づく指定病院・応急入院指定病院
- 精神保健指定医の配置されている医療機関
- 生活保護法指定医療機関
- 臨床研修指定病院

## 交通アクセス
- 東京メトロ有楽町線・副都心線小竹向原駅下車、徒歩5分。